# Anschlag auf Mitsubishi Heavy Industries 1974

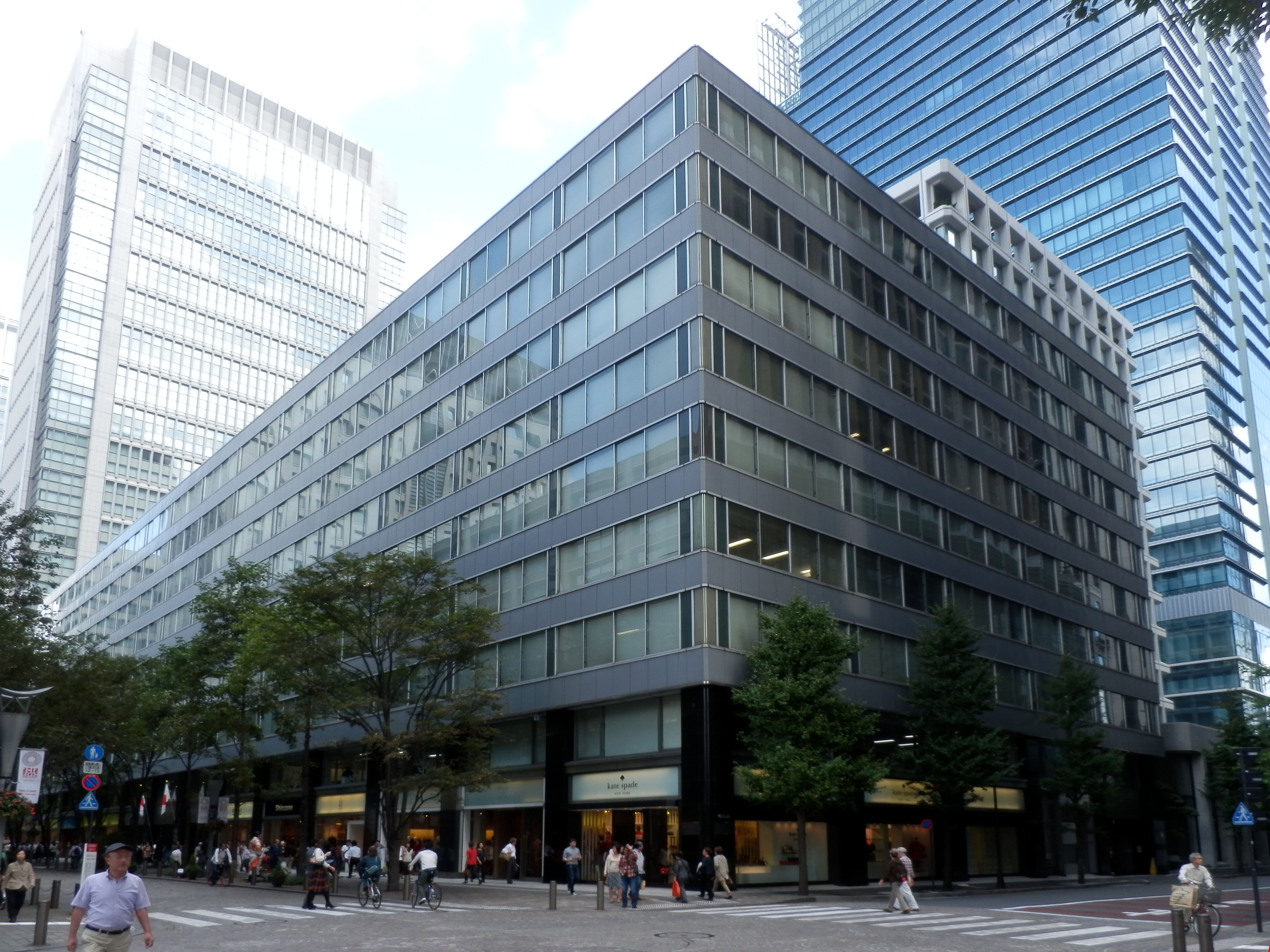
Anschlagsort im Jahr 2012

Der Anschlag auf Mitsubishi Heavy Industries 1974 (japanisch 三菱重工爆破事件) war ein terroristischer Sprengstoffanschlag auf das Hauptquartier von Mitsubishi Heavy Industries in Tokio, Japan, am 30. August 1974. Bei dem Attentat wurden acht Menschen getötet und mindestens 376 weitere verletzt. Der Anschlag wurde von der East Asia Anti-Japan Armed Front verübt, einer linksextremistischen antijapanischen Organisation, weil die Firma Mitsubishi während des Vietnamkriegs die Vereinigten Staaten im Kampf gegen Nordvietnam unterstützt hatte.
Der Anschlag war der tödlichste Terroranschlag in Japan bis zum Giftgasanschlag auf die Tokioter U-Bahn im Jahr 1995.

## Hintergrund
Die East Asia Anti-Japan Armed Front (EAAJAF), eine linksextremistische japanische Organisation, die von der Neuen-Linken-Bewegung beeinflusst wurde, war für den Anschlag verantwortlich. Sie wurde 1972 gegründet und vertrat eine kommunistische antijapanische Ideologie mit anarchistischen Zügen. Die EAAJAF betrachtete das Japanische Kaiserreich als das „perfekte Übel“ und verurteilte den Pazifikkrieg als einen von Japan begangenen „Angriffskrieg“. Im Jahr 1971 hatte die Vorgängerorganisation der EAAJAF mit einer Kampagne nicht tödlicher Bombenanschläge gegen den japanischen Staat begonnen, bei der insbesondere Symbole zum Ziel wurden, die mit dem japanischen Imperialismus in Verbindung gebracht wurden. Um 1974 eskalierte die Kampagne der EAAJAF und es wurde zunehmend Gewalt eingesetzt.
Am 14. August 1974 versuchte die EAAJAF, eine Brücke zu sprengen, über die der königliche Zug von Kaiser Hirohito fuhr. Der Anschlag schlug fehl, da ein Mitglied kurz vor der Aktion erkannt wurde. Am folgenden Tag versuchte Mun Se-gwang, ein koreanisch-japanisches Mitglied der Ch’ongryŏn und einer linksextremen militanten Organisation mit Verbindungen zur EAAJAF, den südkoreanischen Präsidenten Park Chung-hee zu ermorden. Obwohl es Mun nicht gelang, Park zu töten, verschlechterte der Angriff die ohnehin fragilen Beziehungen zwischen Japan und Südkorea und ermutigte die sogenannte Wolf-Zelle der EAAJAF, weitere terroristische Bombenanschläge zu verüben, um ihre Solidarität mit Mun auszudrücken. Ziel des Anschlags wurde die Firma Mitsubishi Heavy Industries, ein großer japanischer Konzern, der Militärwaffen herstellte, die später von den Vereinigten Staaten Anfang der 1970er Jahre im Vietnamkrieg gegen Nordvietnam eingesetzt wurden.

## Anschlag
Am 30. August 1974 platzierten Mitglieder der „Wolf“-Zelle (Ōkami) der EAAJAF zwei starke selbstgebaute Zeitbomben (mit 45 Kilogramm Sprengstoff) in einem Blumentopf am Eingang des Hauptbürogebäudes von Mitsubishi Heavy Industries im geschäftigen Stadtteil Marunouchi in Tokio. Acht Minuten vor der Explosion gab die EAAJAF eine telefonische Warnung an die Menschen im Gebäude heraus, die jedoch als Scherz abgetan wurde. Vier Minuten später, nachdem die erste Warnung ignoriert worden war, wurde eine weitere Warnung durchgegeben, aber die Telefonzentrale leitete trotzdem keine Evakuierung ein. Eine der Bomben explodierte nicht, die andere detonierte um 12:45 Uhr japanischer Zeit. Fünf Menschen kamen sofort ums Leben (darunter zwei Mitsubishi-Mitarbeiter), drei weitere starben nach ihrer Einlieferung ins Krankenhaus. Schätzungsweise 376 Menschen wurden bei der Explosion verletzt, davon wurden etwa 330 Menschen ins Krankenhaus gebracht. Unter den ins Krankenhaus verbrachten Verletzten befanden sich 116 Mitsubishi-Mitarbeiter und 39 Schwerverletzte. Die Explosion zerstörte die Glasfassade des Gebäudes bis hoch ins elfte Stockwerk sowie Glas von gegenüberliegenden Gebäuden, zu denen auch der Hauptsitz von Mitsubishi Electric gehörte. Die Detonation war noch im über 5 Kilometer entfernten Shinjuku zu hören. Weiterhin wurden an der Straße geparkte Fahrzeuge und einige Bäume zerstört.

## Folgen
Der Bombenanschlag verursachte aufgrund der fehlenden Evakuierung viel mehr Schaden als von der EAAJAF erwartet worden war. Das Ausmaß des Bombenanschlags löste Empörung in den Medien aus. Ein Redakteur erklärte: „Dieser Vorfall stellt eine ungeheure Herausforderung für unsere Gesellschaft dar. Die Gesellschaft selbst war Ziel und Opfer.“ Die Japan Times rief zu einer „Demonstration des öffentlichen Zorns“ gegen die Terroristen auf. Allerdings schwiegen der rechtskonservative Premierminister Tanaka Kakuei (LDP) sowie Führer sozialistischer, kommunistischer und anderer Parteien der Opposition zu dem Vorfall, was in den Medien als bemerkenswert beurteilt wurde, da öffentliche Vorkommnisse in der Regel für Kommentare von politischer Seite sorgten. Nachdem die Gruppe in Tokio im selben Jahr zwei weitere Bombenanschläge verübte, die sonst als hocheffektiv bekannte japanische Polizei jedoch keine Festnahmen zu verzeichnen hatte, wuchs in der Folge die Nervosität in der Bevölkerung der Stadt.
Die Mitglieder der EAAJAF wurden am 19. Mai 1975 verhaftet. 1987 wurden Masashi Daidoji und Toshiaki Masunaga schuldig gesprochen und zum Tode verurteilt. Daidoji, Anführer der Wolf-Zelle der ehemaligen Gruppe, sagte während der Gerichtsverhandlung, der Bombenanschlag sei „ein Fehler“ gewesen. Im Mai 1999 entschuldigte er sich im Todestrakt zum ersten Mal bei den Opfern:
„Dass wir Opfer verursacht haben, kann ich nicht rechtfertigen. Ich möchte mich aus tiefstem Herzen entschuldigen.“ Daidoji starb am 24. Mai 2017 im Todestrakt in Tokio.
Der Bombenanschlag auf Mitsubishi Heavy Industries im Jahr 1974 war nach modernen Maßstäben der tödlichste Terroranschlag in Japan, bis am 20. März 1995 bei dem Giftgasanschlag auf die Tokioter U-Bahn zwölf Menschen ums Leben kamen.